# Peadar Cowan
Peadar Cowan (* 23. Oktober 1903 in Arvagh, County Cavan, Irland; † 9. Mai 1962) war ein irischer Anwalt und Politiker der Labour Party und der Clann na Poblachta. Er war von Februar 1948 bis Mai 1954 Teachta Dála (Abgeordneter) im Dáil Éireann, dem Unterhaus des irischen Parlaments (Oireachtas).
Cowan war während des irischen Bürgerkrieges Teil der IRA-Brigade West Cavan. Im Februar 1922 trat er den nationalen Streitkräften als Captain (vergleichbar dem Rang eines Hauptmanns) bei. 1924 wurde er im Rahmen der Heeresreform zum zweiten Lieutenant heruntergestuft. Im September 1931 wurde er wieder zum Captain befördert. Kurz danach trat er aus den Streitkräften aus und wurde Solicitor (beratender Anwalt). 
Cowan war zunächst Anhänger der rechtsextremen Army Comrades Association (Blueshirts). Dann wechselte er 1931 zur linksextremen Saor Éire. Schließlich wird er Mitglied der Labour Party. Er trat erstmals bei den Wahlen 1937 im Wahlkreis Meath–Westmeath an. Cowan blieb jedoch hier, wie auch den nachfolgenden Wahlen 1938, 1943 und 1944, ohne Erfolg. 1944 gründete er das kurzlebige marxistisch-leninistische Vanguard Movement. Dadurch wurde er aus der Labour Party ausgeschlossen. Die Bewegung löste sich 1945 bereits auf. Cowan schloss sich dann 1946 der Clann na Poblachta an. Bei den Wahlen 1948 wurde er erstmals im Wahlkreis Dublin North-East in den Dáil gewählt. Wegen seiner innerparteilichen Kritik wurde er schon im Juli 1948 aus der Clann na Poblachta ausgeschlossen. Als unabhängiger Kandidat konnte er seinen Sitz bei den Wahlen 1951 halten, verlor ihn jedoch bei den Wahlen 1954. 1956 erklärte er seinen finanziellen Bankrott. Als ihm dann nachgewiesen wurde, dass er etwa 3.700 irische Pfund eines Mandanten veruntreut hatte, wurde er zu einer Freiheitsstrafe von zwei Jahren verurteilt und aus der Liste der Solicitors gestrichen. Nach dem Ablauf der Gefängnisstrafe wurde er 1960 in den Dublin City Council gewählt. Bei den Wahlen 1961 versuchte er noch einmal, als unabhängiger Kandidat in den Dáil einzuziehen, erreichte jedoch nicht die erforderliche Stimmenzahl.
Cowan war seit 1923 mit Rosemary Collumb verheiratet und hatte mit ihr sieben Söhne und vier Töchter.